# Beleg (Dečani)
Pour les articles homonymes, voir Beleg (homonymie).
Beleg en albanais et Beleg en serbe latin (en serbe cyrillique : Белег) est une localité du Kosovo située dans la commune/municipalité de Deçan/Dečani, district de Gjakovë/Đakovica (Kosovo) ou de Pejë/Peć (Serbie). Selon le recensement kosovar de 2011, elle compte 826 habitants, tous albanais.

## Démographie

### Évolution historique de la population dans la localité
| 1948 | 1953 | 1961 | 1971 | 1981 | 1991 | 2011 |
| ---- | ---- | ---- | ---- | ---- | ---- | ---- |
| 378  | 430  | 455  | 637  | 800  | 917  | 826  |

|  |